# Китаро
Китаро (Kitarō, на японски: 喜多郎), роден на 4 февруари 1953 година в Тойохаши, Япония, под името Масанори Такахаши (Masanori Takahashi) е японски музикален изпълнител, композитор, продуцент, автор на филмова музика и аранжименти. Твори в музикалните стилове електроника, фолк, инструментал и ню ейдж, в който е смятан за един от пионерите.
Активната кариера на Китаро започва през 1975 година, в началото с групата Far East Family Band, а от 1977 година – като солоизпълнител. Свири на кийборд, китара, бас китара, барабани, перкусии, японски флейти. От 1978 до 2013 година издава 23 студийни албума, от които 15 имат номинации за „Грами“ в категория „Най-добър ню ейдж албум“, от които той печели приза през 2001 година за албума си „Thinking Of You“.
През 1993 година получава наградата „Златен глобус“ в категория „Най-добра оригинална музика“ към филма на Оливър Стоун „Небе и земя“. През 1997 година с Ранди Милър си поделят наградата „Златен кон“ за най-добра оригинална музика към „Soong Sisters“. Номиниран е за Хонгконгските филмови награди за най-добра оригинална музика за филма „Si Shui Liu Nian“ през 1985 година. През 1991 година Китаро печели наградата „Златен диск“ в категория „Фюжън инструментал“ за албума си „Kojiki“.